# Cayratia japonica
Cayratia japonica là một loài thực vật hai lá mầm trong họ Nho. Loài này được (Thunb.) Gagnep. miêu tả khoa học đầu tiên năm 1911.